# Littorinoidea
Littorinoidea is een superfamilie van weekdieren uit de klasse van de Gastropoda (slakken).

## Families
- Annulariidae Henderson & Bartsch, 1920
- † Bohaispiridae Youluo, 1978
- † Leviathaniidae Harzhauser & Schneider, 2014
- Littorinidae Children, 1834
- Pomatiidae Newton, 1891 (1828)
- † Purpuroideidae Guzhov, 2004
- Skeneopsidae Iredale, 1915
- † Tripartellidae Gründel, 2001
- Zerotulidae Warén & Hain, 1996

### Synoniemen
- Bembiciidae Finlay, 1928 => Lacuninae Gray, 1857
- Cyclostomatidae Menke, 1828 => Pomatiidae Newton, 1891 (1828)
- Ericiidae Wenz, 1915 => Pomatiidae Newton, 1891 (1828)
- Lacunidae Gray, 1857 => Littorinidae Children, 1834
- Melarhaphidae Starobogatov & Sitnikova, 1983 => Littorininae Children, 1834
- Risellidae Kesteven, 1903 => Lacuninae Gray, 1857